# Еникале (мыс)
Еникале, Елкен-кале (укр. Єнікале) — мыс на северо-востоке Керченского полуострова на территории Керченского горсовета (Крым). 
На берегу Керченского пролива Азовского моря. На мысе расположен микрорайон Керчи Сипягино.
Береговая линия местами обрывистая и искусственно закреплена (на востоке) и пологая (на западе). У берега расположены подводные и надводные камни. 
На мысе расположены памятник архитектуры крепость Еникале и судоремонтный завод (западнее). Проходят железная дорога (от Керчи до парома) и Еникальская дорога, переходящая в улицы Крестьянская и Сипягина, затем, покинув Еникале и Сипягино, севернее в улицу Минина. 